# Iittala

Logo des Unternehmens

Iittala, als Glashütte im Jahre 1881 gegründet, ist eine finnische Design-Marke, die auf Design-Objekte, Geschirr und Kochgeschirr spezialisiert ist. Iittalas offizielles i-Logo wurde 1956 von Timo Sarpaneva entworfen.
Iittala hat starke Design-Wurzeln in den Bereichen Glaswaren und Glaskunst, was sich in vielen Produkten widerspiegelt. So z. B. in den frühen Entwürfen der Aino-Aalto-Gläser, die von Aino Aalto im Jahr 1932 designt wurden; Alvar Aaltos Savoy Vase (Aalto-Vase) aus dem Jahr 1936; Oiva Toikkas Glas-Vögel-Sammlung Birds by Toikka, die seit 1962 hergestellt werden, seine Glasserie Kastehelmi von 1964 und Tapio Wirkkalas Gläserserie Ultima Thule aus dem Jahr 1968.
Im Laufe der Zeit hat Iittala seine Produkte von Glas auf andere Materialien wie Keramik und Metall ausgeweitet, wobei man der Kernphilosophie, progressives, elegantes und zeitloses Design – wie Kaj Francks Keramikgeschirr Teema aus dem Jahr 1952 und Timo Sarpanevas gusseisernen Topf Sarpaneva von 1960 – zu kreieren, treu geblieben ist.
Iittala konzentriert sich auf zeitloses Design, was nicht nur bei älteren Entwürfen, sondern auch bei den modernen Klassikern wie der Kochgeschirrserie Tools, die 1998 von Björn Dahlström entworfen wurde, erkennbar ist. Andere Beispiele hierfür sind Heikki Orvolas Kivi-Leuchter von 1988, Alfredo Häberlis Origo-Keramikgeschirr aus dem Jahr 1999 und seiner 2001 entworfenen Gläserserie Essence; die 2010 von Anu Penttinen designte Vitriini-Serie und die Geschirrserie Sarjaton, die mit den Werkstoffen Keramik, Glas, Holz und Textil arbeitet und von Harri Koskinen, Aleksi Kuokka, Musuta und Samuji im Jahr 2012 entworfen wurde.

## Iittala-Design-Geschichte
Iittalas anhaltender Erfolg ist sicherlich auf die enge Zusammenarbeit mit großen Designern und der Tatsache, dass die Erstellung des Endproduktes immer in Übereinstimmung mit den Wünschen der Designer erfolgt, zurückzuführen, aber auch dadurch, dass man seinen Grundwerten und seiner Philosophie immer treu geblieben ist und den Fokus auf die Herstellung von qualitativ hochwertigen Produkten gelegt hat, die im Laufe der Zeit mit neuen Farben und Variationen erneuert wurden. Dabei sorgt das seit 1936 von Erkki Vesanto eingeführte Design-Archiv dafür, dass die unterschiedlichen Designs nicht zu eng miteinander verwandt sind.
Mit wenigen Ausnahmen kamen bis in die 1920er Jahre Iittalas Glasbläser, Produkt-Modelle und Entwürfe immer noch aus Schweden, Deutschland, Dänemark und Belgien.
Iittalas erster eigener Designer war Alfred Gustafsson. Durch eine Initiative des damals stellvertretenden Direktors Claës Norstedt im Jahre 1903 erstellte Alfred Gustafsson eines seiner berühmtesten Werke, die Trinkglasserie Great Men. Diese Serie war ein passiver Protest gegen die russische Herrschaft und stellte Männer dar, die exemplarisch für die finnischen Gesellschaft und Kultur zu dieser Zeit waren.
Die 1920er und 30er Jahren waren Iittalas Kristallglas-Ära. 1929 wurde Iittala durch die Weltausstellung in Barcelona für die Kristallgläser, die in ihren Glashütten produziert wurden, ausgezeichnet.
Im Jahr 1932 wurde Göran Hongell von Karhula-Iittala angestellt und wurde damit der erste Designer überhaupt, der von einer finnischen Glashütte beschäftigt wurde. Hongell initiierte die Zusammenarbeit zwischen Designern und Glasbläsern, indem er Entwürfe mit in die Glaswerkstätten nahm, um die technische Umsetzbarkeit der zu blasenden Objekte abzuklären. Karhula-Iittala arbeitete auch mit vielen anderen Designern wie Gunnel Nyman und Lisa Johansson-Pape.
Aino und Alvar Aalto brachten in den 1930ern den Funktionalismus nach Finnland und zu Iittala. Im Jahr 1932 nahm Aino Aalto erstmals am Karhula-Iittala-Design-Wettbewerb teil und erreichte mit ihrer Bölgeblick-Serie den zweiten Platz. Das Glas wurde dann dem internationalen Publikum in London im Jahr 1933 und auf der Mailänder Triennale im Jahr 1936 vorgestellt, auf der Aino Aalto die Goldmedaille gewann. Der Entwurf zeichnete sich nicht nur durch die Einfachheit, sondern auch durch eine neue Form der Funktionalität aus. Die Gläser waren stapelbar. Aino-Aalto-Gläser werden heute immer noch hergestellt.
Im Jahr 1936 entwarf Alvar Aalto die Aalto-Vase (Savoy), sein berühmtestes Objekt, das erstmals auf der Pariser Weltausstellung 1937 gezeigt wurde. Die Aalto-Vase ist weltberühmt und wird noch immer in Iittalas Glashütten produziert.
Antero Järvinen war im Jahr 1946 Direktor von Iittala und hatte damals die Weitsicht zu erkennen, dass die Designer die treibende Kraft hinter Iittala werden würden. Dies zeigte sich in einem Wettbewerb in Stockholm, als die Vorschläge von Iittalas Designer Göran Hongell sich nicht nur mit dem Sandstrahlen und Gravieren von üblichen Vasenformen befasste, sondern erstmals auch mit dem eigentlichen Design einer Gravur selbst. Tapio Wirkkala gewann in diesem Wettbewerb den ersten Platz und der 2. und 3. Platz gingen an Kaj Franck. Järvinen war sehr zufrieden mit dem Ergebnis des Wettbewerbs und Wirkkala und Franck erhielten freie Hand beim Design neuer Glasprodukte in Iittalas Glashütten. Dank der Bemühungen von Kaj Franck und Tapio Wirkkala änderte sich die Haltung gegenüber Glas. Reinheit und Lichtbrechung begannen aus einer völlig neuen Perspektive heraus wertgeschätzt zu werden.
Seit den späten 1940er Jahren konzentrierten sich die Designer Göran Hongell und Erkki Vesanto auf Serienproduktion, während Tapio Wirkkala und Kaj Franck sich auf die Gestaltung von Glaskunst fokussierten. Die Ergebnisse wurde im Karhula-Iittala Katalog von 1949 sichtbar, der ganz anders als seine Vorgänger war und viele Objekte von wirklicher Schönheit beinhaltete.
Göran Hongells Aarne-Glasserie, die im Jahr 1948 entworfen wurde, erhielt 1954 auf der Triennale in Mailand die Goldmedaille –und wird immer noch hergestellt.
Järvinens Vorhaben, Design als relevantes Merkmal in den Vordergrund zu rücken, wurde fortgesetzt, als Håkan Södermaström 1950 die Verantwortung übernahm. Auch er trieb das Ziel voran, das gesamte Spektrum der Produkte unter den Designaspekt zu stellen. Auf den Ausstellungen in Helsinki im Jahr 1950 wurde Karhula-Iittala für seine Produkte mit Gold ausgezeichnet und die Öffentlichkeit wählte Tapio Wirkkalas Kantarelli zum schönsten Objekt der Ausstellung.
Die 1950er Jahre waren ein weiteres Highlight für das finnische Design. Es begann mit der Mailänder Triennale von 1951 als Finnland 25 Preise erhielt. Drei Grands Prix wurden Tapio Wirkkala verliehen und Timo Sarpaneva erhielt zudem eine Silbermedaille. 1954 bekam Wirkkala erneut einen Grand Prix, gefolgt von einem weiteren, den die Mailänder Triennale 1957 an Timo Sarpaneva vergab.
1952 entwarf Kaj Franck, der auch künstlerischer Leiter von Arabia war, die Serie Kilta für Arabia. Das Design dieser Serie, die 1981 in Teema umbenannt wurde, vereint alle zentralen Ideen und Werte Iittalas in sich, darunter die hohe Qualität sowie ein zeitloses und multifunktionales Design. Teema ist noch heute in Produktion und neue Farben und Größen werden regelmäßig durch Heikki Orvola und Oiva Toikka designt, um dafür Sorge zu tragen, dass die neuen Stücke den Geist des Franck’schen Designs aufrechterhalten.
Iittala setzen hohe Standards für seine Produkte. Löflund zufolge erhält z. B. Timo Sarpanevas Orkidea, von denen nur wenige Stücke in einer Stunde hergestellt werden können, nur eine einzige Qualitätskontrolle und es kann gut sein, dass dabei keines der Endprodukte den strengen Qualitätsrichtlinien entspricht. Das Design und die hohe Qualität der Iittala-Produkte stellen sicher, dass Iittala auf der ganzen Welt eine hohe Anerkennung genießt, wie z. B. der Gewinn von Orkidea als „Most Beautiful Object“ der Zeitschrift House Beautiful im Jahr 1954 zeigt.
Mit dem Aufstieg der Glaskunst bildeten die namhaften Designer selbst die Grundlagen für den Vertriebserfolg der Produkte. Das 1956 von Timo Sarpaneva entworfene rote i-label für seine i-Kollektion wurde zum Symbol für die Marke Iittala, auch wenn Zusatz „Karhula“ noch bis in die frühen 1960er Jahre für Iittalas Glasprodukte verwendet wurde.
Kaj Franck entwarf die kegelförmige Glasserie Kartio im Jahr 1956.
Timo Sarpanevas gusseisernen Topf Sarpaneva von 1960 beweist, dass die wesentliche Qualität der Materialien durch einen kreativen und phantasievollen Künstler auf ihre grundlegende Essenz reduziert werden kann.
Oiva Toikka schuf 1964 die Serie Kastehelmi (Tautropfen), die zusammen mit Tapio Wirkkalas Gläsern Ultima Thule aus dem Jahr von 1968 bis heute noch produziert werden.
Oiva Toikkas bekannteste Design-Kreationen Birds by Toikka werden seit 1971 hergestellt.
1972 entwarf Heikki Orvola die Aurora-Glasserie für Iittala. Mit Fujiwo Ishimoto konzipierte er das Illusia Geschirr für Arabia.
Valto Kokko schuf seine erste umfangreiche Glasserie Avec im Jahr 1973. Seine bekannteste Serie Otso stammt aus dem Jahr 1978 und ist seit 1981 Teil der Sammlung des Museum of Modern Art in New York.
Heikki Orvolas Kivi-Leuchter von 1988 sind ein weiteres Design, das die Zeitlosigkeit des Iittala-Sortiments zeigt.
Die atemberaubend gestaltete Kochgeschirrserie Tools wurde von Björn Dahlström 1998 in Zusammenarbeit mit Weltklasse-Köchen designt.
Im Jahr 1998 entwarf Stefan Lindfors die auffallend und unkonventionell offen gehandhabte Keramik Serie Ego.
Die enge Zusammenarbeit mit ausgewählten internationalen Designern führte zu Entwürfen, die sowohl den Grundwerten von Iittala treu blieben, aber auch die Form der Glasprodukte erweiterten, wie es an Alfredo Häberlis Gläsern und Karaffen der Serie Essence ersichtlich ist.
Die gestreiften Eierbecher aus Keramik von Alfredo Häberli von 2001 erwiesen sich als so erfolgreich, dass die gesamte Serie Origo gestreift wurde, was sie zu einem idealen Gegengewicht zu Iittalas Teema-Serie machte.
2010 markierten Anu Penttinens klare und starke farbige Glas-Boxen Vitriini einen weiteren Höhepunkt und eine neue Richtung für die Produkte von Iittala.
Mit einer modernen Interpretation finnischer Traditionen und sechs Designern wurde 2012 die Geschirrserie Sarjaton, was so viel wie „keine Serie“ heißt, da Farben und Stil austauschbar sind, unter Verwendung von Keramik, Glas, Holz und Textilien als Werkstoffe erfolgreich ins Leben gerufen.

## Designer

### Göran Hongell
Göran Hongell (1902–1973) war einer der Pioniere der finnischen Glas-Tradition. 1932 durch Karhula-Iittala eingestellt, wurde er der erste von einer finnischen Glashütte dauerhaft angestellte Designer. Um sein Glas zu erstellen, arbeitete er mit Glasbläsern zusammen, um spezielle Techniken und Farbtöne zu entwickeln. Seine Kreationen waren einfach und schmucklos und reflektierten den Geist der Moderne verbunden mit einer abgeschwächten Form des Art déco.
Entwürfe für Iittala: Silko (1938); Maininki (1938); Säde (1939); Hongellin hattu (1941); Aarne (1948); Aulanko (1950).
Designs, die noch heute bei Iittala in der Produktion sind: Aarne (1948).
Auszeichnungen: Aarne (1948): Gold – Mailänder Triennale (1954).

### Aino Aalto
Aino Aalto (1894–1949) gestaltete Gebäude, Innenräume, Möbel und Textilien. Einige von Aino Aaltos Exkursionen in den Funktionalismus hatten Glasprodukte zur Folge, die einfach, stapelbar und platzsparend waren. Das Design, inspiriert von den Ringen, die auf der Wasseroberfläche entstehen, wenn man einen Stein ins Wasser wirft, zusammen mit den vielen Verwendungsmöglichkeiten der Gläser, ließ Bölgeblick einen international renommierten Design-Klassiker werden. Aino Aalto entwarf auch zusammen mit ihrem Ehemann Alvar Aalto.
Entwürfe für Iittala: Bölgeblick Serie (1932); Aalto Gläser (in Zusammenarbeit mit Alvar Aalto – 1933); Aalto Blume (in Zusammenarbeit mit Alvar Aalto – 1939).
Designs, die noch von Iittala produziert werden: Bölgeblick, Gläser, Krug, Teller – heute umbenannt in Aino Aalto.
Auszeichnungen: Ausstellungsarchitektur für Artek: Grand Prix – Mailänder Triennale (1936); Bölgeblick (1932): Gold – Mailänder Triennale (1954).

### Alvar Aalto
Alvar Aalto (1898–1976) war ein Meister der modernen Architektur. Er entwarf, neben vielen anderen Dingen, Konzertsäle, Bibliotheken, Krankenhäuser und Museen auf der ganzen Welt. Sein einzigartiger Stil und sein außergewöhnliches Talent sind in den vielen Objekten erkennbar, die er geschaffen hat, von Möbeln bis zu einer Serie von Vasen, welche in seinem größten Designwerk der „Savoy“ Vase
gipfelte. Dieses renommierte Kunstwerk hat, wie viele seiner Entwürfe, ein Eigenleben entwickelt und wurde erstmals auf der Pariser Weltausstellung von 1937 gesehen. Er und seine Frau Aino Aalto haben bei ihrem künstlerischen Schaffen oft zusammengearbeitet.
Entwürfe für Iittala: „Aalto Gläser“ (in Zusammenarbeit mit Aino Aalto – 1933); „Aalto / Savoy“ Schüssel (1936); „Savoy / Aalto Vase“ (1936); „Aalto / Savoy double“ (1936); „Aalto Blume“ (in Zusammenarbeit mit Aino Aalto – 1939).
Designs, die noch von Iittala produziert werden: „Aalto Kollektion“, Schüssel, Windlicht-, Vase, Blumenset.

### Tapio Wirkkala
Tapio Wirkkala (1915–1985) entwarf u. a. Banknoten, Grafiken, Skulpturen, Möbel, Schmuck und Glasprodukte. Seine Vielseitigkeit in puncto Design hat ihn mehr als 400 Glasprodukte und Glasobjekte entwerfen lassen. Wirkkala hatte außergewöhnlichen Fähigkeiten in der Glasherstellung und seine enge Zusammenarbeit mit den Arbeitern resultierte in neuen Techniken und meisterhaften Design-Objekten.
Entwürfe für Iittala: Finestra (1946); Pitsi (1947); Kantarelli (1951); Viinirypäle / Päärynä (1947); Kalvolan kanto (1948); Jääpala (1951); Jäävuori (1951); Tokio (1954); Tapio (1954); Marsalkansauva  (1954); Rondo (1957); Romantica (1960); Paadrin (1960); Jäänsärkiä (1968).
Designs die noch von Iittala produziert werden: Kantarelli (Chantarelle); Gaissa; Ultima Thule, Tapio.
Auszeichnungen: Kantarelli, Viinirypäle / Päärynä, Varsanjalka, Kalvolan kanto, Tunturi, Jäkälä, Jääpala (1951); Jäävuori – Mailänder Triennale (1951); Tokio, Tapio, Marsalkansauva – Mailänder Triennale (1954); Tiima, Rondo – Mailänder Triennale (1957); Romantica (1960); Paadrin Jää – Mailänder Triennale (1960); Jäänsärkiä, Ultima Thule: Schüssel – Mailänder Triennale (1968); Lunning Prize (1951); Orden des Löwen von Finnland (1955); Prinz Eugen-Medaille (1980).

### Kaj Franck
Kaj Franck (1911–1989), das Gewissen finnischen Designs entfernte alles Überflüssige, sodass seine Designs nur noch auf das Wesentliche reduziert waren. Einige seiner bekanntesten Objekte sind das Teema Geschirr und die Trinkglasserie Kartio.
Entwürfe für Iittala: „Kaivonkatsoja“ (1946); Lakaisija (1946); Onkia (1946); Teema (Kilta) (1952); Kartio
(1956); Tupa (1948).
Designs, die noch von Iittala produziert werden: Teema; Kartio; Purnukka; Ateenan aamu.
Auszeichnungen: Mailänder Triennale (1951); Mailänder Triennale (1954); Mailänder Triennale (1957); Lunning Prize (1955);
Orden des Löwen von Finnland (1957), Prinz Eugen-Medaille (1964).

### Alfredo Häberli
Alfredo Häberli (1964) ist ein internationaler Designer mit Sitz in Zürich. Alfredo Häberli vereint in seinen Entwürfen Tradition mit Innovation, Freude und Energie.
Entwürfe für Iittala: Essence (2001); Kid’s Stuff (2001); Senta (2003); Tris (2003); Origo (1999).
Designs, die noch von Iiittala produziert werden: Essence, Senta; Origo.

### Heikki Orvola
Heikki Orvola (1943) ist eine andauernde Triebfeder für das finnische Design. Orvola arbeitet mit Glas, Keramik, Gusseisen und
Textilien. Im Jahr 1998 gewann Orvola den renommierten Kaj Franck Preis.
Entwürfe für Iittala: Aurora (1972); Kivi (1987); Palazzo Pro Arte (1988); Verna Kelch (1998); Verna Vase (2004); Korento (2011).
Designs, die noch von Iittala produziert werden: Kivi; Korento; Aurora.
Auszeichnungen: Kaj Franck Design-Preis (1998); Orden des Löwen von Finnland (1984).

### Timo Sarpaneva

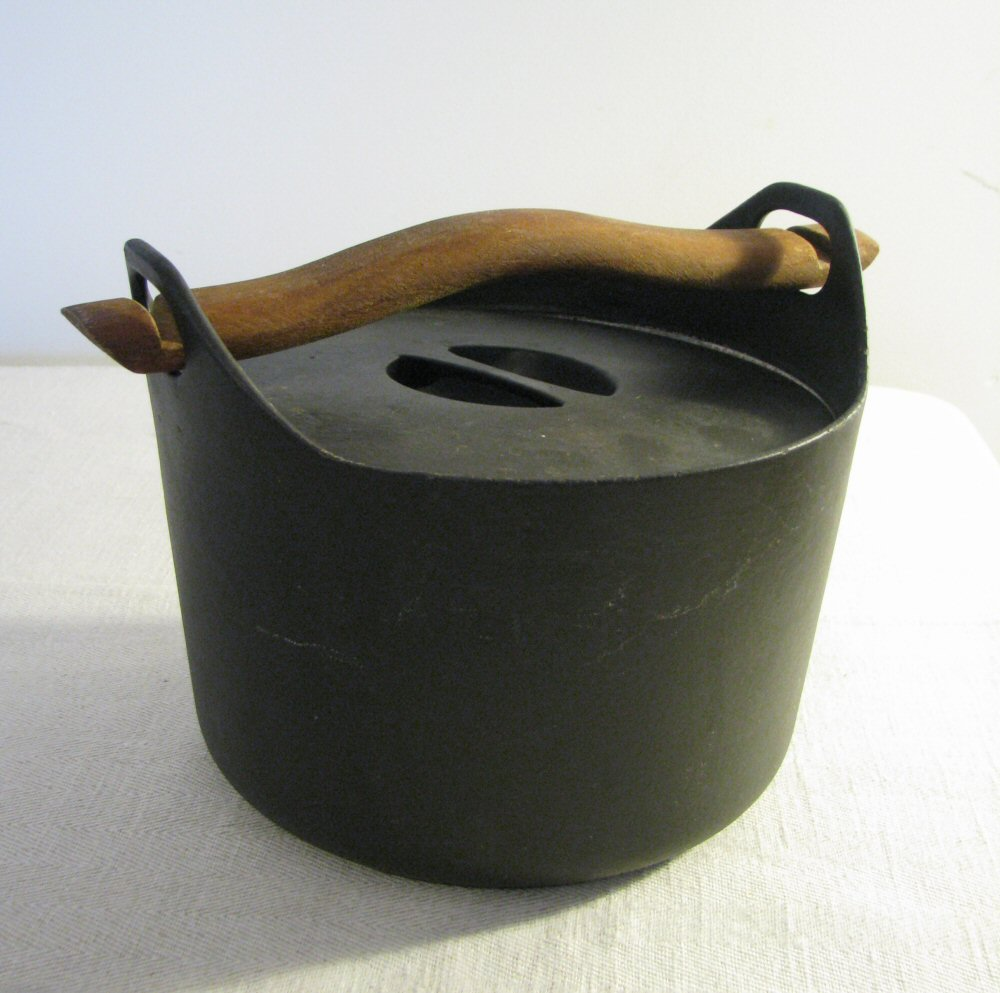
Topf von Timo Sarpaneva 1960

Timo Sarpaneva (1926–2006), ein Meister der Materialien wie Glas, Porzellan, Gusseisen und Textilien sowie grafischer Kunst. Sarpanevas I-Linie wurde im Jahr 1956 das Markenzeichen von Iittala. Sarpaneva ist einer der großen Persönlichkeiten, die verantwortlich für den weltweiten, guten Ruf finnischen Designs sind. Seine Werke finden sich in internationalen Kunst- und Design-Museen und Orkidea wurde einst als das schönste Objekt auf unserer Erde beschrieben.
Entwürfe für Iittala: Lansetti II (1952); Orkidea (1954); Tumbler i (1956); Tsaikka (1957); stapelbare Flasche (1959); Sarpaneva (1960); Festivo (1966); Arkipelago (1979); Claritas (1984).
Designs, die noch von Iittala produziert werden: Tsaikka; Orkidea; Claritas; Festivo; Sarpaneva.
Auszeichnungen: I-Linie (1954); Lunning Prize (1956); Orden des Löwen von Finnland (1958), Ehrendoktorwürde: Aalto University (1993).

### Oiva Toikka
Oiva Kalervo Toikka (1931) ist einer der bekanntesten Namen, wenn es um finnisches Glasdesign geht und weltbekannt für seine Birds-Kollektion. Seine Werke erklingen in fantasievolle, reich, fett und stromlinienförmige Ästhetik nordischen Design. Seine Birds Sammlung hat bisher 400 einzigartige Glaskunst-Objekte hervorgebracht und die Auswahl und das Angebot der Kastelhelmi Serie erfreuen sich einer großen Beliebtheit.
Entwürfe für Iittala: Kastehelmi (1964); Flora (1966); Birds (1971); Annual Cube (1977); Niili (1989); Delta(1989);
Vaskooli (1988); Full Moon (1989).
Designs, die noch von Iittala produziert werden: Birds; Annual Cube; Kastehelmi.
Auszeichnungen: Lunning Prize (1970); Orden des Löwen von Finnland (1980), World Glass Now 85 (YEAR); Kaj Franck Design-Preis (1992);
Prinz Eugen-Medaille (2001).

### Issey Miyake
Kollektion Iittala X Issey Miyake 30 Artikel aus Textilien, Porzellan und Glas.

## Geschichte

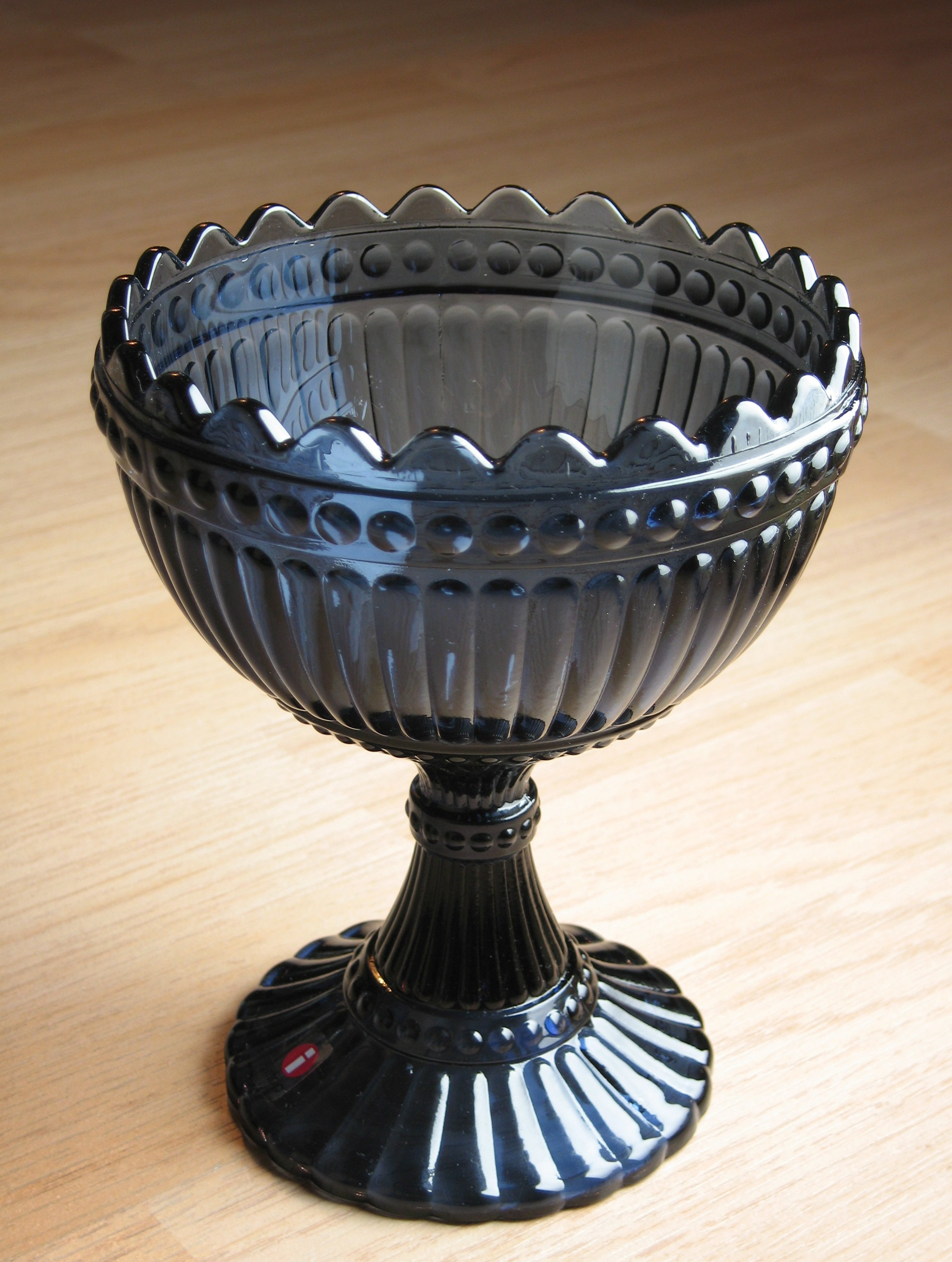
Glasschale Mariskooli von Iittala

Im Zentrum von Kalvola in der Provinz Südfinnland wurde 1881 die Glasfabrik Iittala gegründet. Gründer war der Schwede Peter Magnus Abrahamson. Zu Beginn kamen die Arbeiter aus Schweden, da es in Finnland nicht genügend gute Glasbläser gab.
1917 wechselte der Besitz von Iittala zur A. Ahlström Aktiengesellschaft, welche auch eine Glasfabrik in Karhula besaß. Bis in die 1950er Jahre wurden beide Fabriken unter dem gemeinsamen Namen Karhula-Iittala Glasfabrik geführt.
Zu Beginn stellte die Glasfabrik hauptsächlich Apothekenglas, Flaschen und Öllampenglas her. Zusätzlich wurde eine geringe Stückzahl Haushaltsglas produziert.
In den 1920er und 1930er Jahren entfernte sich Iittala von der traditionellen Glaskunst und Glasverarbeitung. Iittala begann zunehmend eigene Designs und Verarbeitungstechniken einzusetzen und wurde so zum Pionier einer Glasindustrie. Die „Aino Aalto“-Glasprodukte der gleichnamigen Designerin und die „Aalto-Vase“ von Alvar Aalto 1936 waren die ersten Produkte von Iittala, die international für Aufsehen sorgten. Während des Zweiten Weltkriegs kam es zum Produktionsstopp, da weder genügend Rohstoffe noch Arbeiter zur Verfügung standen. 
Die Produktion begann von neuem 1946. Allerdings befand sich die Fabrik nach dieser Pause in einem schlechten Zustand. Doch Iittala wuchs schnell in den Jahren nach dem Krieg und etablierte sich als erfolgreiche Firma. Nur die Ölkrise in den 1970er Jahren sorgte für eine Eintrübung der Geschäftsentwicklung. Die Produktion musste reduziert werden, was schließlich auch zu Entlassungen führte. Diese Rezession hielt an bis in die 1980er Jahre.
Im Jahr 1987 verkaufte die A. Ahlström Aktiengesellschaft die Iittala Glasfabrik an die Wärtsilä Aktiengesellschaft, welche auch schon die Nuutajärvi Glasfabrik in Urjala besaß. Die Glasfabrik in Iittala und Nuutajärvi wurden kombiniert und als Iittala-Nuutajärvi Aktiengesellschaft geführt. Diese Aktiengesellschaft wurde wiederum 1990 von der Hackman AG übernommen. Ab 2003 handelte die Firma selbständig unter dem Namen Iittala AG. Im Jahr 2004 wurde die Iittala AG in eine Investmentgesellschaft unter der gemeinsamen Führung des Iittala Vorstands und der ABN AMRO Capital umgewandelt. Ende 2006 erfolgt schließlich die Wandlung in eine öffentliche Aktiengesellschaft unter dem Namen Iittala Group AG.
Am 9. März 2007 entschieden sich der Haupteigner und die Firmenführung des Konzerns für einen Aktienverkauf und -ausgabe mit dem Ziel, an der Börse von Helsinki notiert zu werden. Aktienverkauf und -ausgabe begannen am 12. März, wurden allerdings am 27. März schon wieder eingestellt. Die Firmenleitung änderte ihre Entscheidung und wollte nun doch nicht mehr an der Börse notiert werden. Im Juli 2007 meldete Fiskars die Vertragsunterzeichnung über alle Aktien der Iittala Group AG. Das Geschäft wurde Ende August 2007 rechtskräftig.

## Glasmuseen
Im Jahr 1971 wurde zusätzlich zur Glasfabrik das Iittala Glasmuseum gegründet. Das Iittala Glasmuseum, neben vier weiteren Museen, sammelt, forscht und zeigt die Geschichte von Arabia, Hackman, Iittala und Rörstrand.

## Unternehmensphilosophie
„Dauerhaftes Design gegen die Einwegkultur.“ – Das Unternehmen will Produkte produzieren, die der Zeit und wechselnden Trends widerstehen.

## Produktionsanlagen
- Iittala Glasfabrik in Iittala in der Provinz Südfinnland
- Arabia Keramikfabrik in Helsinki